# Fiat 850 Coupé
À peine six mois après le lancement de la nouvelle Fiat 850 berline et de sa version multi space 850T, le constructeur italien Fiat présente au Salon de Genève, en mars 1965, les versions Coupé et Spider de la gamme Fiat 850. 
La version « 850 Coupé » était l'œuvre du « Centro Stile Fiat » tandis que la 850 Spider avait été confiée au centre Bertone. Les deux modèles reposaient sur la base de la berline, elles se distinguaient par une motorisation portée à 47 ch pour le Coupé et 49 ch pour le Spider.

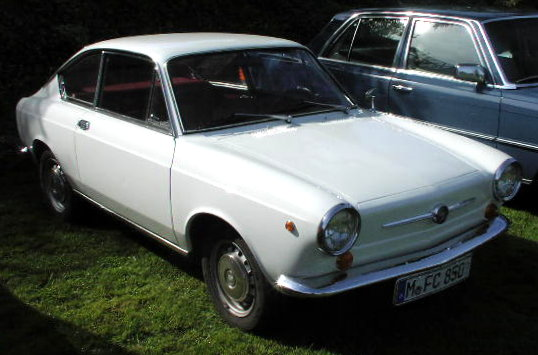
Fiat 850 Coupé 1re série

Les deux versions sportives, tout comme la berline du reste, furent un grand succès commercial. 
Comme c'était l'habitude à cette époque, en Italie notamment, nombre de carrossiers présentèrent leur propre interprétation de la nouvelle gamme Fiat 850 dans les versions Coupé et Spider. Le plus intéressant fut Vignale dont le réseau Fiat commercialisera les versions « Fiat 850 Vignale ». Ces versions seront également fabriquées en Argentine par la filiale locale Fiat Concord et en Allemagne par Fiat Neckar, sous le nom de Fiat 770 Coupé et Spider.

## Première série
Le coupé suit les mêmes caractéristiques que la berline avec quelques modifications. Le moteur est un 843 cm3 puis 903 cm3 (sur série 2 et 3), taux de compression de 9.5. Le refroidissement est par eau, le radiateur est situé à droite du moteur dans le compartiment arrière, deux dérivations amènent l'eau au groupe de chauffage situé dans l'habitacle. Les suspensions sont indépendantes, à lames à l'avant avec amortisseur et à bras oscillant à l'arrière, toutes deux munies de barres antiroulis stabilisatrices transversales. La direction est à vis et secteur hélicoïdale. Les freins sont non assistés, le maître-cylindre placé à l'avant est accessible par une trappe boulonnée et commande les freins à disque de 225 mm à l'avant et les freins à tambour de 185 mm à l'arrière. Les freins à disque sont de type Bendix monopiston, freins très populaires et bon marché à cette époque. La boîte de vitesses dispose de 4 rapports tous synchronisés plus marche arrière. Avec un moteur rodé et sur chaussée en bon état, la vitesse de pointe atteint 145 km/h.

## Seconde  et Troisième Série
En 1968, toute la gamme fera l'objet de nombreuses retouches ce qui donnera naissance à la seconde série. Le Coupé verra l'ajout de deux phares de route séparés à l'avant et l'arrière sera redessiné, légèrement allongé et avec quatre feux circulaires encastrés. Le moteur de 843 cm3 est remplacé par le nouveau moteur de 903 cm3 d'une puissance de 52 ch, soit une augmentation de 5 ch.

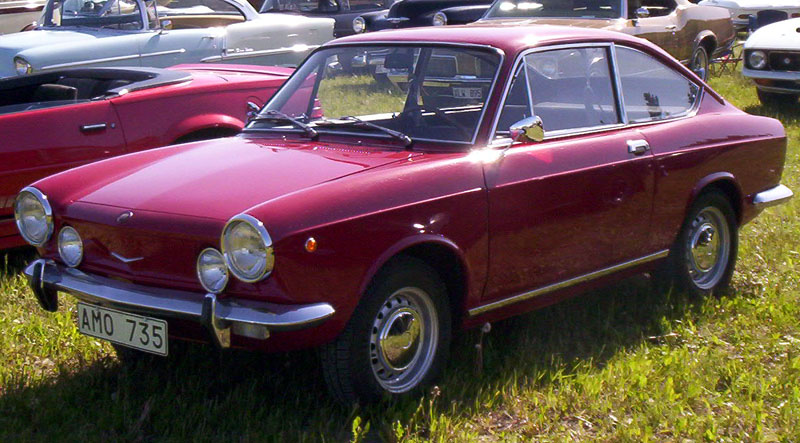
Fiat 850 Sport Coupé 2e série

Les nouvelles appellations adoptées pour la seconde série des versions sportives sont « 850 Sport Coupé » et « 850 Sport Spider ».
La production de la berline cessera en 1971 après le lancement de la Fiat 127), tandis que la version Coupé verra apparaître, cette même année, la 3e série avec 4 phares avant de même diamètre. Sa production prendra fin en août 1972 après une production de 342.873 exemplaires en Italie.

## Production à l'étranger
La gamme complète de la Fiat 850 a été assurée également par la filiale espagnole de Fiat à l'époque, SEAT. La SEAT 850 Sport Coupé est strictement identique à l'original italien, dans ses trois séries. Sa production, de 1966 à 1974, s'élève à 214 873 exemplaires.